# پی‌جی‌سی ۲۱۴۵۶۰
پی‌جی‌سی ۲۱۴۵۶۰ یک کهکشان‌ است.